# Stavros Avgoustinou
Stavros Avgoustinou (griechisch Σταύρος Αυγουστίνου; * 11. August 1998) ist ein zyprischer Leichtathlet, der sich auf den Sprint spezialisiert hat.

## Sportliche Laufbahn
Erste Erfahrungen bei internationalen Meisterschaften sammelte Stavros Avgoustinou im Jahr 2019, als er bei den Spielen der kleinen Staaten von Europa (GSSE) in Bar in 10,88 s die Silbermedaille im 100-Meter-Lauf hinter seinem Landsmann Andreas Chatzitheori gewann und über 200 m gewann er in 21,92 s die Bronzemedaille hinter Landsmann Alexandre Beechey und Ívar Kristinn Jasonarson aus Island. 2021 belegte er in 10,63 s den fünften Platz über 100 m bei den Balkan-Meisterschaften in Smederevo. Im Jahr darauf gelangte er bei den Balkan-Meisterschaften in Craiova mit 21,26 s auf Platz sechs über 200 Meter und belegte in 10,68 s den siebten Platz über 100 Meter. Anschließend wurde er bei den Mittelmeerspielen in Oran in 21,55 s Achter über 200 Meter. 2023 gewann er bei den GSSE in Marsa in 10,63 s die Silbermedaille über 100 Meter hinter Francesco Sansovini aus San Marino und belegte über 200 Meter in 21,42 s den vierten Platz. Zudem gewann er mit der 4-mal-100-Meter-Staffel in 41,19 s die Bronzemedaille hinter den Teams aus Malta und San Marino. Anschließend wurde er bei der 2. Liga der Team-Europameisterschaft im Rahmen der Europaspiele in Chorzów in 10,62 s Zweiter im B-Lauf über 100 Meter und in 21,57 s Siebter im B-Lauf über 200 Meter. Zudem gelangte er im Staffelbewerb mit 40,61 s auf den fünften Platz im B-Lauf. Daraufhin belegte er bei den Balkan-Meisterschaften in Kraljevo in 10,71 s den achten Platz über 100 Meter. Im Jahr darauf verpasste er bei den Balkan-Hallenmeisterschaften in Istanbul mit 6,89 s den Finaleinzug über 60 Meter. Ende Mai schied er bei den Balkan-Meisterschaften in Izmir mit 10,55 s im Vorlauf über 100 Meter aus und gelangte über 200 Meter mit 21,72 s auf Rang fünf im B-Lauf.
2025 belegte er bei den Balkan-Hallenmeisterschaften in Belgrad in 6,82 s den siebten Platz über 60 Meter. Im Mai belegte er bei den GSSE in Andorra la Vella in 10,74 s den fünften Platz über 100 Meter und gewann  in 21,63 s die Bronzemedaille über 200 Meter hinter dem Maltesen Beppe Grillo und Kristófer Þorgrímsson aus Island. zudem belegte er mit der 4-mal-100-Meter-Staffel in 41,23 s den vierten Platz. Anschließend wurde er bei der 2. Liga der Team-Europameisterschaft in Maribor in 10,64 s Sechster im B-Lauf über 100 Meter und gelangte im Staffelbewerb mit 40,12 s auf Rang sieben im B-Lauf. Daraufhin schied er bei den Balkan-Meisterschaften in Volos mit 10,72 s im Vorlauf über 100 Meter aus und gelangte über 200 Meter mit 21,25 s auf Rang vier im B-Lauf.
In den Jahren 2019 und von 2021 bis 2025 wurde Avgoustinou zyprischer Meister im 100-Meter-Lauf sowie 2024 auch über 200 Meter und 2025 in der 4-mal-100-Meter-Staffel.

## Persönliche Bestleistungen
- 100 Meter: 10,51 s (+0,5 m/s), 13. Juli 2024 in Kortrijk
  - 60 Meter (Halle): 6,82 s, 15. Februar 2025 in Belgrad
- 200 Meter: 21,15 s (+1,8 m/s), 2. Juni 2024 in Nikosia